# Heischeid

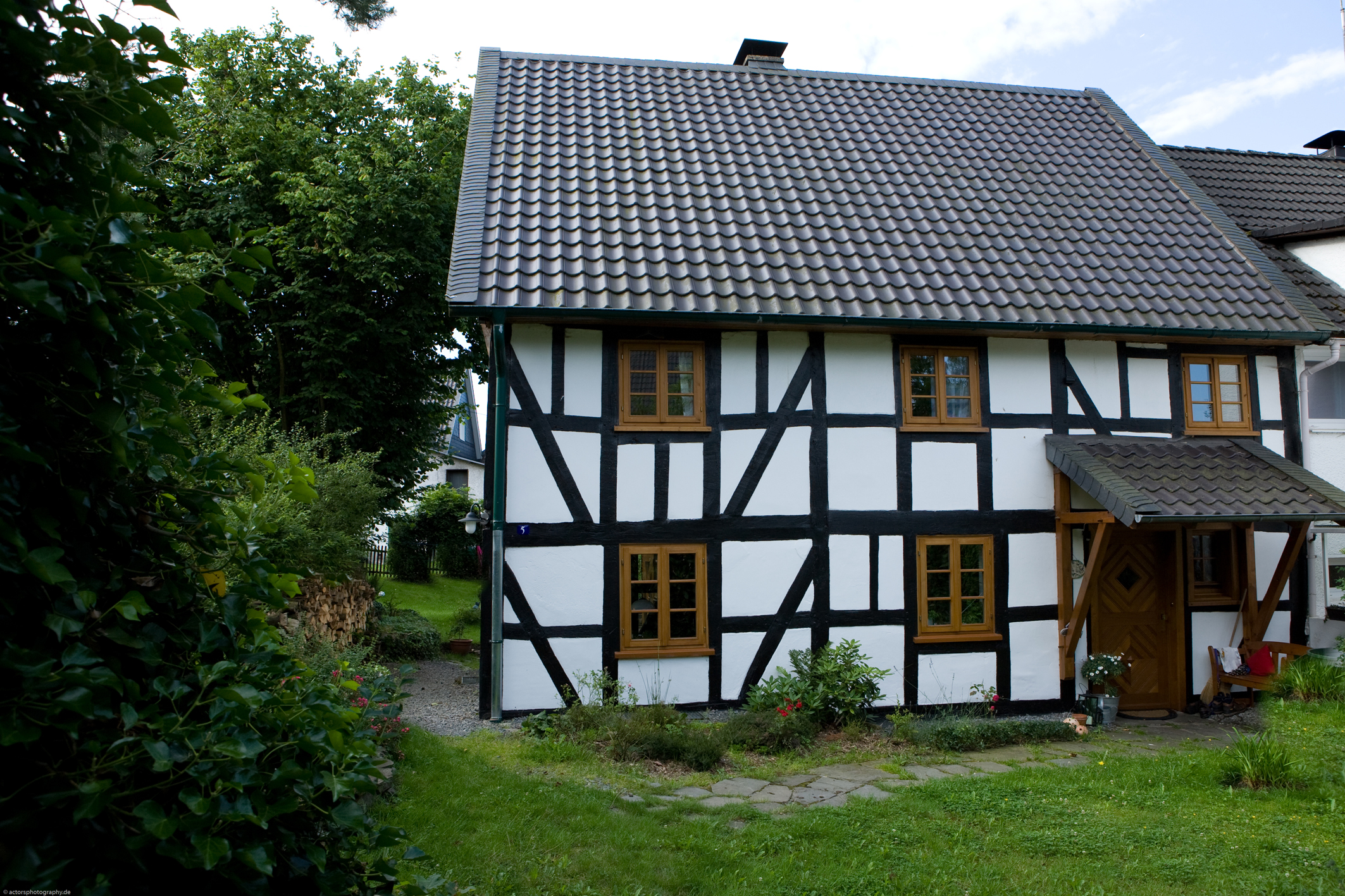
Fachwerkhaus in Heischeid

Heischeid ist eine Ortschaft der Gemeinde Reichshof im Oberbergischen Kreis im nordrhein-westfälischen Regierungsbezirk Köln in Deutschland.

## Lage und Beschreibung
Heischeid liegt westlich der Wiehltalsperre, die nächstgelegenen Zentren sind Gummersbach (31 km nordwestlich), Köln (65 km westlich) und Siegen (48 km südöstlich).

## Geschichte

### Erstnennung
1487 wurde der Ort das erste Mal urkundlich erwähnt: „Der Kremer von Hyschyt wird in der Darlehnsliste für Hz. Wilhelm III. v. Berg genannt.“
Die Schreibweise der Erstnennung war Heyschyt.
In Heischeid steht ein über hundert Jahre alter Feuerwehrturm, der heutzutage aber nicht mehr von der Feuerwehr genutzt wird. Außerdem stehen in Heischeid mehrere denkmalgeschützte Fachwerkhäuser.
| Bevölkerungsentwicklung | Bevölkerungsentwicklung |
| Jahr                    | Einwohner               |
| ----------------------- | ----------------------- |
| 1946                    | 134                     |
| 1991                    | 224                     |
| 2005                    | 266                     |
| 2008                    | 237                     |
| 2010                    | 253                     |
| 2017                    | 239                     |
| 2018                    | 245                     |
| 2019                    | 245                     |

## Vereinswesen
- Freiwillige Feuerwehr Reichshof Löschzug Heischeid (welcher nun Brüchermühle angehört)
- Dorfgemeinschaft Heischeid